# École de technologie supérieure
La École de technologie supérieure (ETS) es parte de la red de universidades de la Université du Québec. Especializada en la enseñanza y la investigación de la ingeniería aplicada y la transferencia tecnológica, forma ingenieros e investigadores de renombre. Desde su creación, mantiene lazos con el medio de negocios y la industria, tanto con las grandes empresas que con las pequeñas y medianas empresas (PYME).
Esta Universidad cuenta aproximadamente con el 25% de toda la población estudiantil universitaria en ingeniería de la "Provincia de Quebec", lo que la clasifica en el primer rango de establecimientos que ofrecen esta formación de primer ciclo. En Canadá, ella se sitúa entre las cinco más grandes escuelas o facultades de ingeniería.

## Programas académicos
La ETS se especializa en la ingeniería aplicada, por eso esta universidad promueve el aprendizaje mediante la experimentación.
Los programas de la ETS, incluyen más períodos de trabajo práctico, más sesiones de laboratorio y más proyectos que los programas de ingeniería de otras universidades de Quebec. De esta manera, se favorece el ingreso de los egresados al mercado laboral.

### 1.erciclo (Pregrado / Licenciatura)
```
  
Lincenciaturas (120 créditos)
:
```

```
  Ingeniería de construcción
  
Ingeniería de producción
 automatizada
  Ingeniería de operaciones y de logística
  Ingeniería de tecnologías de la información
  Ingeniería eléctrica
  Ingeniería de sistemas
  Ingeniería mecánica
```

```
  
Certificados (30 créditos)
:
  
En algunos casos se puede obtener un certificado con la acumulacíon de programas cortos.
```

```
  Ingeniería de las tecnologías de la salud
  Gestión e la construcción
  Gestión y garantía de la calidad
  Producción industrial
  Telecomunicaciones
```

```
  
Programas cortos (15 créditos)
:
```

```
  Mejoramiento continuo
  Gestión industrial
  Optimización de la productividad
```

### 2.º ciclo (Maestría)
```
  
Maestrías (45 créditos):
```

```
  Ingeniería aeroespacial
  Ingeniería, concentración personalizada
  Ingeniería, concentración medioambiental
  Ingeniería, concentración redes de telecomunicaciones
  Ingeniería, concentración tecnologías de la salud
  Ingeniería de la construcción
  Ingeniería de la producción automatizada
  Ingeniería eléctrica
  Ingeniería de sistemas
  Ingeniería mecánica
  Tecnología de la información
```

```
  
Diplomas de estudios superiores especializados (30 créditos):
```

```
  Ingeniería de sistemas
  Tecnología de la información
```

```
  
Programas cortos (15 créditos):
```

```
  Ingeniería de la construcción - Gestión de costos y del tiempo
  Ingeniería de la construcción - Gestión de reglamentos
  Ingeniería de la construcción - Hidráulica medioambiental
  Ingeniería de la construcción - Obras de arte e infraestructuras urbanas
  Ingeniería eléctrica
  Ingeniería medioambiental
  Ingeniería de la producción automatizada
  Ingeniería mecánica
  Redes de telecomunicaciones
  Tecnologías de la salud
  Tecnologías de la información
```

### 3.erciclo (Doctorado)
```
  
Doctorado en ingeniería (90 créditos)

  Todos los campos de investigación cubiertos por los profesores de la ETS
```

## Enseñanza cooperativa (prácticas, pasantías)
Para graduarse de bachiller en ingeniería de la ÉTS, los estudiantes deben obligatoriamente hacer un total de 12 meses de prácticas remuneradas (según los salarios establecidos). De esta manera, la ÉTS forma ingenieros que serán más aptos a trabajar en la industria al terminar sus estudios.
La ÉTS tiene varios convenios con el sector industrial de la provincia de Quebec y Canadá, lo que le permite ofrecer varias ofertas de prácticas, empleo e investigación a sus estudiantes.

## Clubes estudiantiles
Cientos de estudiantes de la ÉTS son miembros de los varios clubes estudiantiles. Los clubes estudiantiles diseñan y/o fabrican varias máquinas o conceptos (submarinos a propulsión humana, aviones, vehículos "anfíbios" o solares, motonieves ecológicas, etc) que les permite de participar en varios concursos internacionales de ingeniería en Europa y América del Norte. Los clubes estudiantiles de la ÉTS han obtenido varios premios en esos concursos y han contribuido al prestigio de esta universidad.